# مایکل آلدریج
مایکل آلدریج (انگلیسی: Michael Aldridge؛ ‏ ۹ سپتامبر ۱۹۲۰ – ۱۰ ژانویهٔ ۱۹۹۴) بازیگر اهل بریتانیا بود. وی بین سال‌های ۱۹۳۹ تا ۱۹۹۴ میلادی فعالیت می‌کرد.
از فیلم‌ها یا برنامه‌های تلویزیونی که وی در آن نقش داشته‌است، می‌توان به در انتهای دوران میانسالی، بله آقای وزیر، آقای وقت‌شناس، سورپرایز شانگهای، آتش‌افروز، موسولینی: داستان ناگفته، رایلی، تک‌خال جاسوس‌ها، قتل در کلیسا، ترفند، طرح‌ریزی، رویارویی، شیر، کمد و جادوگر و ناقوس‌های نیمه‌شب اشاره کرد.